# 3-ニトロオキシプロパノール
3-ニトロオキシプロパノール（3-Nitrooxypropanol、3NOP）は有機化合物で、1,3-プロパンジオールの硝酸エステルである。メタン生成経路において最終段階の反応を触媒するメチル補酵素Mレダクターゼ（MCR）の阻害剤である。反芻動物のげっぷに含まれるメタンは地上で生成される温室効果ガスの中でも大きな割合を占めているが、反芻動物に3NOPを与えることでメタン生成が抑制できるため注目されている。